# Loing
De Loing is een zijrivier van de Seine die door drie verschillende departementen in drie verschillende regio's loopt, met name in:
- departement Yonne, regio Bourgogne-Franche-Comté
- departement Loiret, regio Centre-Val de Loire
- Seine-et-Marne, regio Île-de-France

Hij ontspringt in Sainte-Colombe-sur-Loing en mondt bij Moret-sur-Loing uit in de Seine.
De zijrivieren zijn:
- aan de linkeroever: de Vernisson, de Puiseaux, de Solin, de Bézonde en de Fusain,
- aan de rechteroever: de Aveyron (vroeger Averon), de Ouanne, de Cléry, de Betz, de Lunain en de Orvanne.